# Jean-Jacques Thibaud
Pour les articles homonymes, voir Thibaud.

Jean-Jacques Thibaud est un auteur français né en 1964.

## Biographie
Jean-Jacques Thibaud a commencé sa carrière de parolier avec Romain Didier. Depuis 1993, il a écrit pour de nombreux artistes francophones, notamment Catherine Lara  avec qui il a signé 4 albums (Maldonne, Mélomanie, Passe moi le ciel, Graal) ainsi que le générique du feuilleton estival Terre indigo ,, diffusé sur TF1, et les chansons interprétées par Kad Merad dans la série Capitaine Marleau (Episode 17 "Quelques maux d'amour"  diffusé sur France 3). Il a écrit également pour Lucid Beausonge, Renaud Hantson, Fabienne Thibeault, Gérard Berliner , Marie-Paule Belle, Diane Dufresne.
Il est l'auteur des textes de Freedom, spectacle musical créé par Muriel Hermine en 2003 au Cirque d'Hiver à Paris. Muriel Hermine lui a confié l’écriture des chansons illustrant sa série de livres jeunesse Les Aventures de Killian, interprétées par Chimène Badi et Véronique Jannot.
Auteur de centaines de sketches et de bandes-annonces pour la télévision, Jean-Jacques Thibaud collabore depuis une dizaine d’années avec l’unité jeunesse de France Télévisions (KD2A, TD2A, DKTV, La Planète de Donkey Kong). Il a rédigé des vignettes pour des émissions de cirque diffusées sur France 3.
Il développe plusieurs projets musicaux liés à la diversité, au vivre ensemble et au développement durable. Il dirige la collection Le tour de France des mots-valises (Grrr...art éditions), série de lexiques de mots-valises réalisés avec les « dicollégiens » d'une ville par département. Tome 1 : Rambouillet (78).
Sa bande-dessinée Lulu et Fred obtient en 2015 le Prix Escapages,.
Pour le théâtre, il écrit Tous des malades avec Marion Game et Palier de décompression avec Valérie Decobert et Christophe Meynet, mise en scène Nathalie Vierne, au Théâtre du Gymnase à Paris puis la comédie musicale Timéo qui obtient une nomination aux Globes de Cristal,.

## Publications
- Je m'plaisante, recueil de pensées et d'aphorismes, préfacé par Daniel Prévost (Grrr…art éditions), 2001
- Le Calme à Sutra (TF1/éditions du toucan) [15]
- J'ai des pensées pour vous, merci d'avoir dépensé pour moi !, BD préfacée par Philippe Geluck (Grrr…art éditions), 2003
- L'homme ne descend pas du sage, BD soutenue par la Fondation Nicolas Hulot (Grrr…art éditions)
- Nouveaucabulaire, préfacé par Muriel Robin (recueil de 800 mots-valises édité aux éditions Le Cherche midi), 2005
- Nouveaucabulaire, version jeux, livre de poche,  (ISBN 978-2-501-06313-5), Marabout (maison d'édition), 2010
- Les Cocus Anonymes, comédie coécrite avec Bernard Pinet (collection Théâtre des éditions Édite), 2012
- Lulu et Fred, T1 : Une dent contre les mémés, BD coécrite avec Nicolas Robin, dessins de Cécile (Le Lombard), 2013
- Lulu et Fred, T2 : Du sérieux à Châtigneux, BD coécrite avec Nicolas Robin, dessins de Cécile (Le Lombard), 2014
- Quand les mots tirent la langue vers le OH, (Grrr…art éditions)  (ISBN 9782365920322), 2014
- Le Livre-Jeu des citations, (Chiflet & Cie)[16][réf. obsolète]
- L'interdictionnaire, lexique humoristique de l'amour et du sexe, First éditions, 2022  (ISBN 978-2-412-07923-2)
- L'Argent n'effraie pas le bonheur, Aphorismes & Pensées, préfacé par Anne Roumanoff  (Éditions Maïa), 2025

En collaboration avec G.Grard, parus chez Grrr...art éditions :
- Les 40 plus grandes qualités des femmes, 2009
- Les 40 plus grandes qualités des hommes, 2009
- En direct des CE et du CCE Cheminots (BD institutionnelle pour le CCE de la SNCF)
- En direct d'Alzheimer (BD parrainée par France Alzheimer), 2011
- Jeux à la carte (série de jeux littéraires originaux pour les collectivités)
- Les différensembles (jeu de 42 cartes informatives sur les 19 critères de discrimination)

## Théâtre
- 1998 : Si vous saviez, seul en scène, coécrit avec Bernard Pinet, création à Paris au cabaret Le Caveau de la Bolée
- 1999 : On ne sait jamais, seul en scène, coécrit avec Bernard Pinet, création à Paris au Théâtre de l'Alambic
- 2013 : Tous des malades, mise en scène Alex Goude, avec Marion Game, Alexandre Pesle, Virginie Ledieu, Sévy Vilette, Jean Fornerod, Bertrand Nadler, Palais des Glaces à Paris
- 2014-2015 : Tous des malades, mise en scène Alex Goude, avec Marion Game, Alexandre Pesle, Virginie Ledieu, Tadrina Hocking, Jean Fornerod, Clément Koch, Tournée
- 2014 : Wanda et Viktor, télépathes, Théâtre Essaïon à Paris [17],[18]
- 2015 : Palier de décompression, coécrit avec Georges Grard, avec Valérie Decobert et Christophe Meynet, mise en scène Nathalie Vierne, au Théâtre du Gymnase à Paris

## Spectacles musicaux
- 2003 : Freedom, mise en scène de Muriel Hermine, musique de Carolin Petit, Philippe Brami, William Saint-Val. Cirque d'Hiver à Paris.
- 2005 : Graal, légende musicale, mise en scène de Franco Dragone, musique de Catherine Lara et Thierry Eliez. Spectacle prévu à Montréal, puis reporté [19]
- 2016-2017 : Timéo, circomédie musicale, mise en scène de Alex Goude, musique de Julien Vallespi, Casino de Paris[20],[21],[22].
- 2023 : Manon des sources, le musical[23]. D'après L'Eau des collines de Marcel Pagnol. Mise en scène de Tristan Petitgirard, livret & paroles de Jean-Jacques Thibaud, Musiques de Julien Vallespi. Création à Marseille, le 8 mars 2024[24],[25]. Théâtre du 13ème Art, à Paris, du 4 avril au 9 juin 2024 .
- 2023-2025 : Identités, spectacle musical chorégraphique de Catherine Lara, avec la Compagnie Kumo. Aphorismes de Jean-Jacques Thibaud. Création à la Scala Provence, Festival d'Avignon[26]. Tournée en France & Belgique.
- 2025 : Men en pause, spectacle coécrit avec Alex Goude, mise en scène d'Alex Goude, avec Laura Masci, Edouard Collin, Philippe d'Avilla, Pierre Vigié, Pascal Nowak, Alexandre Serret, Franck Ducroz. Le Grand Point Virgule (Direction Jean-Marc Dumontet)

## Récompenses
- 2005 : Lauréat de l'écran jeunesse au Festival international du film de télévision de Luchon. Prix du meilleur habillage d'émission pour KD2A (avec Marie Deshaires et Catherine Taillefer)
- 2015 : Prix Escapages (catégorie + 8 ans) pour Lulu et Fred, Tome 1, Une dent contre les mémés, BD coécrite avec Nicolas Robin, (Dessins : Cécile, éditions Le Lombard)
- 2017 : Nomination aux Globes de Cristal pour Timéo dans la catégorie "Comédie musicale"
- 2017 : Trophée coup de cœur Handisport 2016 pour Timéo[27]
- 2023 : Sélectionné pour le Prix du livre d'Humour de résistance 2023[28] avec L'interdictionnaire (First éditions)[29]